# Rožaje
Rožaje (cyr. Рожаје) – miasto w Czarnogórze, siedziba gminy Rožaje. W 2011 roku liczyło 9422 mieszkańców.
Miasto położone jest w północno-wschodniej części kraju, w Sandżaku, na wysokości 1006 m n.p.m., nad rzeką Ibar. W większości zamieszkiwane jest przez Boszniaków.
Miejscowa gospodarka oparta jest na przemyśle spożywczym i drzewnym oraz turystyce.